# Van Diemen International
Van Diemen International Ltd is een Engelse raceautofabrikant uit Snetterton, Norfolk. Het bedrijf maakt raceauto's voor veel klassen in de autosport. Het bekendst zijn ze in de Formule Ford waar ze al meer dan 20 jaar de meeste chassis verzorgen. 
Het bedrijf werd in 1973 opgericht door Ross Ambrose en Ralph Firman Sr. (vader van A1GP coureur Ralph Firman). De naam komt van Van Diemen's Land, de vroegere naam voor Tasmanië, waar Ambrose woonde voor hij naar Engeland kwam. 
Van Diemen bouwt raceauto's voor de Formule Ford en Formule Mazda. Enkele concurrenten zijn Dallara en Mygale. 
In 1999 werd Van Diemen gekocht door Don Panoz en is nu onderdeel van Élan Motorsport Technologies.